# Dinah Shore
Pour les articles homonymes, voir Dinah et Shore.
Pour le festival lesbien, voir Dinah Shore (festival).
Dinah Shore, née Frances Rose Shore (29 février 1916 – 24 février 1994) est une américaine chanteuse, actrice, animatrice de radio et de la télévision.
Ses qualités d'animatrice de radio et de télévision sont récompensées par l'obtention de plusieurs Emmy Award, du Peabody Award et d'un Golden Globe.
En tant que chanteuse de jazz, elle fut très populaire sous l'ère du big band dans les années 1940 et 1950.
Joueuse de golf, elle a été une des contributrice déterminante pour la valorisation et le développement du golf professionnel féminin aux États-Unis. Elle est notamment la fondatrice du tournoi Colgate Dinah Shore, aujourd'hui connu sous le nom de ANA Inspiration, l'un des cinq tournois majeurs du championnat de la LPGA. D'où certains la nomment The first lady of golf. (« La première dame du golf »).
Dinah Shore est également connue pour ses livres de recettes de cuisine.

## Jeunesse et formation
Elle est la fille cadette de Solomon A. Shore et de Anna Stein Shore, sa soeur ainée Bessie Shore a huit ans de plus. Solomon A. Shore et Anna Stein Shore sont  immigrants venus de l'Empire russe, pour vivre aux Etats-Unis, tous les deux sont de confession juive. La jeune Frances "Fanny" Rose a habité à Winchester, Tennessee, bourgade proche de Nashville,,,.
À ses 18 mois, elle est atteinte de la poliomyélite qui paralyse sa jambe droite, sa mère à force de massages et un programme d'exercices physiques intensifs permit sa guérison et de pratiquer la natation, le tennis et la danse classique.
Étant petite, elle aimait chanter et y fut encouragée par sa mère mais aussi par son père qui souvent l'emmenait dans le magasin qu'il tenait, afin de divertir les clients grâce à de nombreuses chansons improvisées pour l'occasion,
En 1924 la famille Shore s'installe à Nashville, Tennessee, où le père ouvre un grand magasin. Bien que timide du fait qu'elle boitait, Frances Rose s'impliqua fortement dans les activités sportives et fut pom-pom girl à la Hume-Fogg High School (en),.
Après ses études secondaires, elle entre à l'Université Vanderbilt, où elle obtient le Bachelor of Arts en 1938. Durant les weekends, elle chante au sein d'orchestres de danse, la station de radio WSM de Nashville signe un contrat avec elle qui lui permet de faire partie des programmes musicaux diffusés par la station,.

## Carrière professionnelle

### Les débuts
Puis elle s'installe à New-York où elle se produit sur la station de radio WNEW. Là elle y fait la connaissance de Ticker Freeman le directeur musical, ce dernier devient son accompagnateur et son conseiller musical. Les auditeurs de la station applaudissent son interprétation de la chanson "Dinah" ,.

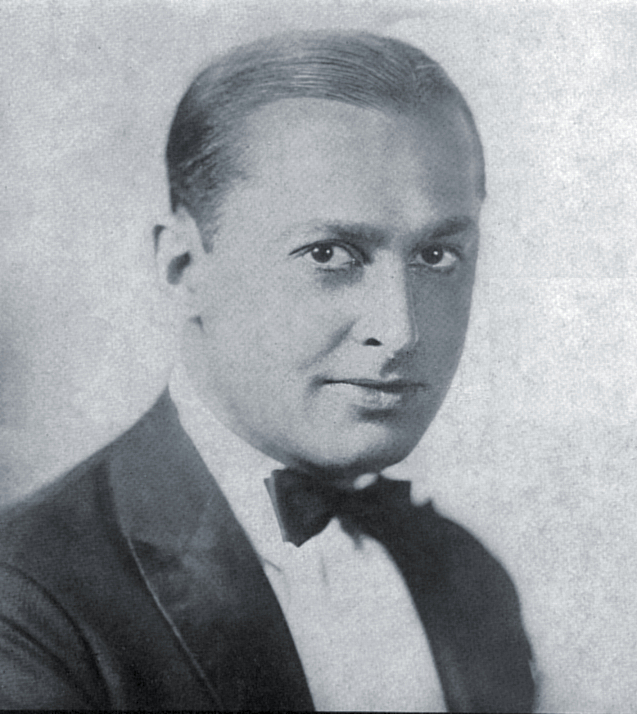
Ben Bernie.

À partir de janvier 1939, elle chante au sein de l'orchestre de Leo Reisman. Elle fait ses débuts sur  la CBS radio où elle est accompagnée par l'orchestre de la station le Ben Bernie’s Orchestra où elle attire l'attention du chef d'orchestre Xavier Cugat qui lui demande de participer à des enregistrements pour la RCA records, notamment la chanson "Havana for a Night" ,,.

### Célébrité de la chanson américaine (1940-1950)
À la fin de l'année 1939, Bernie Woods directeur du magazine Variety contacte Eddie Cantor qui recherche une chanteuse pour son show radiophonique d'écouter la jeune chanteuse. Convaincu, il embauche Fanny Rose Shore en 1940, ce qui permet à Rose Shore d'obtenir un auditoire sur l'ensemble des Etats-Unis,.

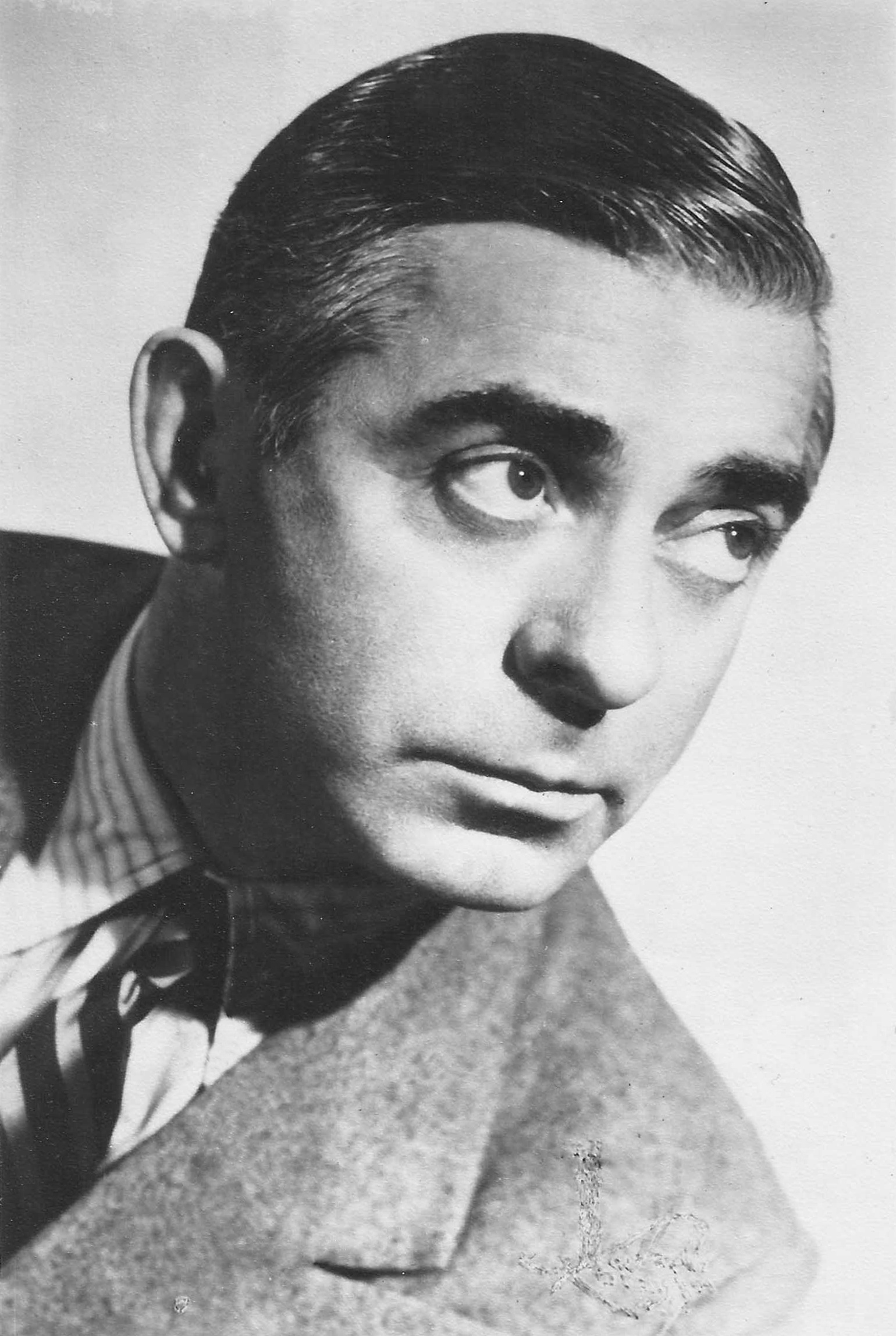
Eddie Cantor.

En 1940, elle devient une des chanteuses vedettes de la NBC Radio, elle doit sa notoriété en interprétant des chansons du répertoire du swing et du blues. Sa popularité est telle que l'émission de la The Chamber Music Society of Lower Basin Street (en) la fait passer en prime time,. Son enregistrement Yes, My Darling Daughter  se vend à plus de 500 000 exemplaires.

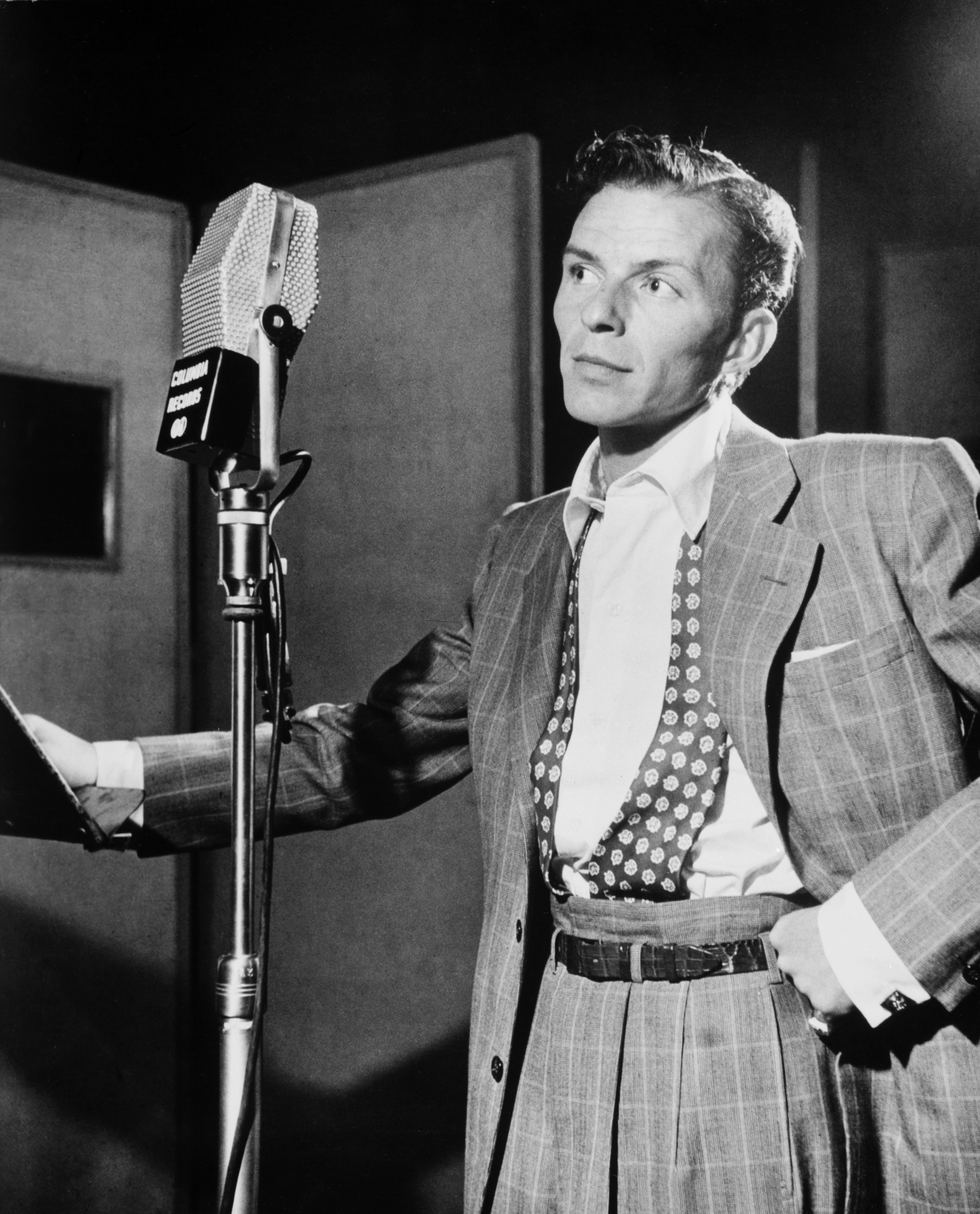
Frank Sinatra en 1947.

En 1942, elle enregistre Blues in the Night, le disque se vend à un million d'exemplaires. Elle est alors comparée par les critiques à Mildred Bailey et Ethel Waters,.
En 1944, elle enregistre I'll Walk Alone (en) qui demeure numéro 1 des ventes aux Etats-Unis pendant 25 semaines.
Le 18 septembre 1948, Dinah Shore enregistre Buttons and Bows qui aussi reste numéro 1 des ventes aux Etats-Unis pendant 25 semaines.
À cette époque, Dinah Shore comptabilise plus de 75 hits, seul Frank Sinatra connaît un tel succès.

### Dinah Shore
En 1944, Fanny Rose Shore adopte le surnom de Dinah Shore,.

### Les débuts au cinéma
En 1941, Eddie Cantor produit son show à Los Angeles, ce qui permet à Dinah Shore d'évoluer parmi le monde des stars et des magnats du cinéma. Durant la seconde guerre mondiale, Dinah Shore joint les rangs de l'United Service Organization, elle fait de nombreux récitals auprès des troupes américains cantonnées au Japon ou en Europe,.

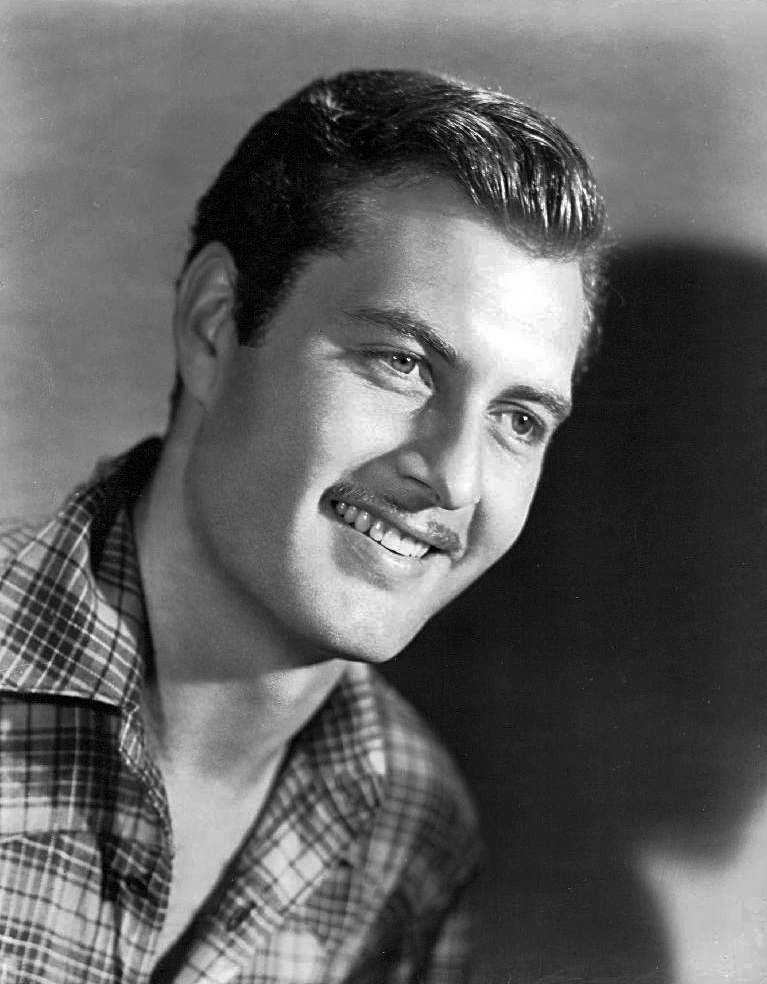
George Montgomery.

C'est à Hollywood qu'elle fait la connaissance de l'acteur George Montgomery qu'elle a vu à l'écran en 1941 dans le film The Cow Boy and the Blonde (en). Bien que George Montgomery soit appelé au sein des forces armées des États-Unis, ils trouvent le temps de se rencontrer, ils se marient le 5 décembre 1943 à Las Vegas,,,..
Les studios de la Warner Bros l'engage pour figurer dans des films : Remerciez votre bonne étoile (Thank your lucky stars) en 1943, Un fou s'en va-t-en guerre (Up in Arms) en 1944, La Pluie qui chante (Till The Clouds Roll By) en 1946,.

### Les débuts à la radio
Les critiques du cinéma disent qu'elle n'est ni suffisamment glamour ni particulièrement photogénique, aussi, en 1943, Dinah Shore se tourne vers la radio, à la fois pour diffuser ses chansons que pour animer son propre show, sponsorisé par la General Foods..

### Les débuts à la télévision
Après la seconde guerre mondiale, Dinah Shore s'intéresse au nouveau media qu'est la télévision. Elle fait ses premières apparitions comme invitée de divers animateurs comme Bob Hope, Ed Wynn, Kate Smith, Perry Como et Patti Page pour enfin créer son propre show The Dinah Shore Chevy Show (en), sponsorisé par la General Motors. Lors de cette émission  Dinah Shore chante avec ses invitées telles que Ella Fitzgerald ou Pearl Bailey. Ce show est diffusé sur la NBC chaque dimanche soir de 1951 à 1957, à chaque fin d'émission, Dinah Shore envoie un baiser et chante See the USA in Your Chevrolet (en),,,,.

### Retrait de la télévision
En 1962, après son divorce, elle se retire du monde télévisé, elle quitte Beverly Hills pour s'installer à Palm Springs avec ses enfants Missy et John David. Occasionnellement, elle donne des récitals à Las Vegas et des galas de bienfaisance,,.
À Palm Spring, Dinah Shore joue régulièrement au tennis, et au tennis en double, elle a pour partenaire un homme d'affaires Maurice Fabian Smith, ils se marient en mai 1963 et une année après ils divorcent,.

### Retour à la télévision
En 1970, Dinah Shore lance un des premiers talk-shows télévisés Dinah,s Place qui est diffusé sur la NBC jusqu'en 1974. Parmi les invités il y a des personnalités comme Frank Sinatra, Ginger Rogers, Edward Asner, Vincent Price, Joanne Woodward, Lucille Ball, Dolly Parton, Bill Cosby. Lors de ces shows, Dinah Shore partage des recettes de cuisine avec ses invités et cuisine avec eux, Frank Sinatra cuisine sa sauce pour pâtes maison,.

### La golfeuse
Durant les années 1960 Dinah Shore fait ses débuts en tant que golfeuse professionnelle, elle bénéficie du soutien financier de Colgate qui veut se faire connaître dans le milieu sportif. Le sponsoring de Colgate se prolonge sur les tournois organisés par la Ladies Professional Golf Association, tournois où participe Dinah Shore. Dans la foulée, elle lance une émission de télévision le Dinah Shore Classic consacrée à ces tournois,.

### La promotion du golf féminin
Dinah Shore et David Foster, président de la compagnie Colgate-Palmolive créent en 1972 l'un des tournois majeurs de la LPGA le  Chevron Championship, tournoi connu jusqu'en 1980 sous le nom de Colgate-Dinah Shore Winner's Circle, puis successivement en 1981 le Colgate-Dinah Shore, en 1982 le Nabisco Dinah Shore Invitational, de 1983 à 1999 le Nabisco Dinah Shore, à partir de l'an 2000, le nom de Dinah Shore disparaît,,,,,.

### Un riche réseau
Pour soutenir son activité en faveur du golf féminin, Dinah Shore organise des dîners où sont présentes de multiples personnalités telles que Rosemary Clooney, Esther Williams, Joe Namath.

### Politique
Tout en étant démocrate, elle reçoit dans sa résidence de Palm Spring le couple Nancy Reagan et Ronald Reagan qui à leur  tour l'invitent à la Maison Blanche. Lorsqu'ils quittent la Maison Blanche en 1989 elle les interview pour son show A Conversation with Dinah.

### Gastronomie
Dinah Shore est également connue pour la publication de plusieurs livres de cuisine.

### La fin
en 1993, Dinah Shore souffre de maux de ventre, elle en parle à son amie Angie Dickinson puis consulte un médecin qui diagnostique un cancer des ovaires, malgré la maladie, elle ne manifeste aucune souffrance auprès de son entourage, elle meurt paisiblement chez elle le 24 février 1994 peu de temps après la célébration de son anniversaire pour ses 77 ans,,,.
Le lendemain de son décès sa dépouille est incinérée, ses cendres sont répartis sur divers lieux au cimetière de Culver City, le   Hillside Memorial Park, au Forest Lawn Memorial Park (Hollywood Hills) et à ses parents,.

## Vie privée

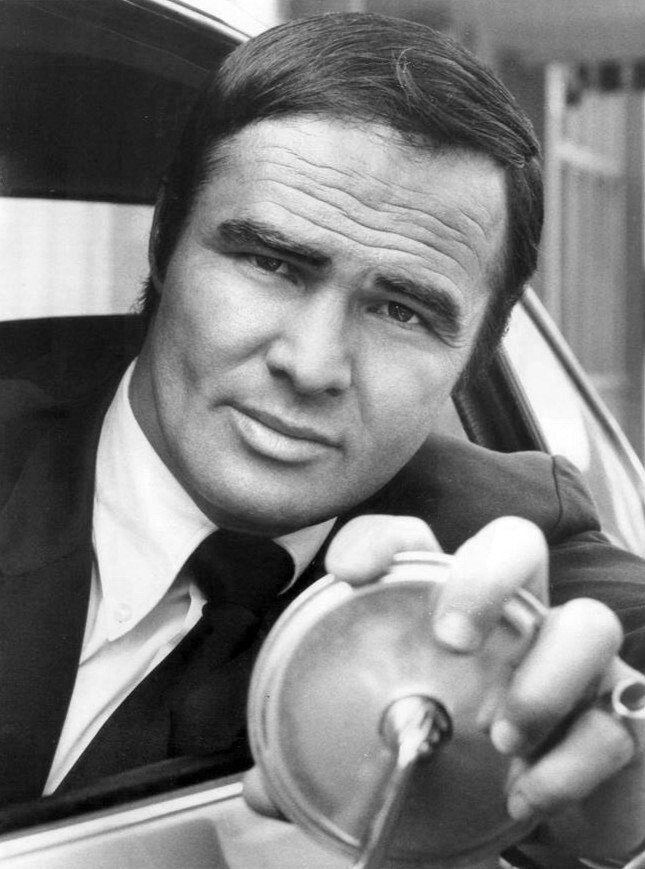
Burt Reynolds.

Elle épouse George Montgomery en 1943, de leur union nait en janvier 1948 une fille Melissa Ann « Missy », qui deviendra actrice. En 1954, ils adoptent un garçon John David. Ils divorcent en mai 1962,,,.

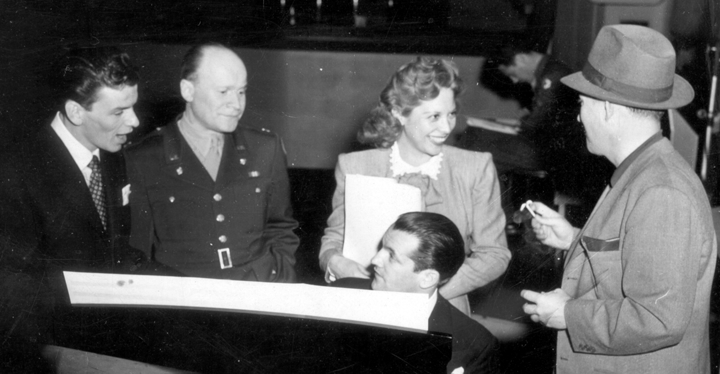
Dinah Shore avec Frank Sinatra et Bing Crosby en 1944.

En mai 1963, elle épouse en secondes noces, un homme d'affaires Maurice Fabian Smith, ils divorcent en 1964,..
En mai 1971, Dinah Shore devient l'amante de l'acteur Burt Reynolds, de 20 ans son cadet. Cette relation s'achève lorsque Burt Reynolds la quitte en 1976 pour Sally Fields ,.

## Filmographie
- 1943 : Remerciez votre bonne étoile (Thank your lucky stars)
- 1944 : Un fou s'en va-t-en guerre ( Up in Arms : Virginia Merril
- 1944 : La Belle de l'Alaska (Belle of the Yukon) de William A. Seiter : Lettie Candless
- 1944 : Hollywood Parade (Follow the boys)
- 1946 : La Pluie qui chante (Till The Clouds Roll By)
- 1946 : La Boîte à musique (Make Mine Music) : chanteuse (Two Sillhouettes)
- 1947 : Coquin de printemps (Fun & Fancy Free) : narratrice et soliste (Bongo)
- 1952 : Aaron Slick from Punkin Crick : Josie Berry
- 1954 : The Dinah Shore Show (TV)
- 1955 : Disneyland (TV)
- 1955 : Letter to Loretta (TV)
- 1958 : Screen Snapshots: Salute to Hollywood
- 1958 : Cimarron City (en) (TV)
- 1961 : The Dinah Shore Chevy Show (TV)
- 1964 : Special for Women: The Menace of Age (TV)
- 1970 : Dinah's Place (TV)
- 1971 : Hold That Pose (TV)
- 1976 : Dinah and Her new Best Friends (TV)
- 1976 : The Carol Burnett Show (TV) : Melody
- 1977 : Bon Dieu !  (Oh, God!), de Carl Reiner
- 1979 : Alice (TV)
- 1979 : Autoroute pour la mort (Death Car on the Freeway) (TV) : Lynn Bernheimer
- 1983 : Parade of Stars (TV) : Helen Morgan
- 1987 : Hôtel (TV) : Katherine Woodbridge
- 1989 : Arabesque (Murder, She Wrote) (TV) : Emily Dyers

## Discographie (liste non-exhaustive)
- 1953 : Dinah Shore Sings the Blues
- 1957 : Dinah Shore Sings Porter and Rodgers
- 1958 : Dinah, Yes Indeed! (en),
- 1959 : Dinah Sings, Previn Plays (en),
- 1960 : Dinah Sings Some Blues with Red (en),
- 1960 : Buttons and Bows,
- 1965 :  Lower Basin Street Revisited,
- 1967 : Songs for Sometime Losers,
- 1969 : Country Feelin',
- 1975 : Once Upon A Summertime,
- 1979 : Dinah!: I've Got a Song,

## Animatrice de télévision (liste non exhaustive)
- 1951-1957 : The Dinah Shore Show (en)[17],
- 1956-1963 : The Dinah Shore Chevy Show (en),
- 1970-1974 : Dinah,s Place,
- 1974-1980 : Dinah! (en),

## Œuvres
- The American celebrity cookbook, Los Angeles, Price, Stern, Sloan, 1966, 93 p. (ISBN 9788400010959),
- Someone's in the kitchen with Dinah, Garden City, état de New York, Doubleday (réimpr. 1972, 1974) (1re éd. 1971), 179 p. (ISBN 9780385085243, OCLC 254485744),
- The Dinah Shore Cookbook, Garden City, état de New York, Doubleday, 1983, 386 p. (ISBN 9780385159289),
- The Dinah Shore American Kitchen, New York, Doubleday, 1990, 314 p. (ISBN 9780385246835),

## Prix, distinctions et hommages
- 1956 : lauréate d'un Golden Globe pour sa participation à la série télévisée Le monde merveilleux de Disney[18],
- 1957 : lauréate d'un Peabody Award pour son émission de télévision "The Dinah Shore Show"[19].
- 1958 : lauréate d'un Golden Apple Awards, mention Most Cooperative Actress[18],
- 1959 : lauréate d'un Primetime Emmy Awards pour son talk-show The Dinah Shore Chevy Show[18],
- 1960 : cérémonie d'inscription de son étoile sur le Walk of Fame d'Hollywood au 6901 Hollywood Boulevard (catégorie : personnalités de la radio et la télévision, et enregistrement de chansons)[20].
- 1973 : lauréate d'un Emmy Award pour son émission Dinah's Place[18],
- 1974 : lauréate d'un Daytime Emmy Awards pour son émission Dinah's Place[18],
- 1976 : lauréate d'un Emmy Award pour son émission Dinah! (en)[18],
- 1982 : lauréate du Sammy Cahn Lifetime Achievement Award, délivré par le Songwriters Hall of Fame[21].
- 1984 : lauréate d'un Award of Excellence décerné par le Banff Television Festival[18],
- 1985 : lauréate du Patty Berg Award (en)[22],
- 1987 : cérémonie d'entrée au LPGA Hall of Fame[23],
- 1988 : cérémonie d'inscription au World Golf Hall of Fame[24].
- 1989 : lauréate du Golden Plate Award décerné par l'American Academy of Achievement[25].
- 1991 : cérémonie d'inscription au Television Hall of Fame (en)[26].
- 1993 : lauréate du Old Tom Morris Award[27],
- 1994 : création de la Dinah Shore Scholarship par la LPGA Foundation[28].
- 1994 : cérémonie d'entrée au World Golf Hall of Fame[29],
- 2012 : cérémonie d'entrée au Socal Golf Hall of Fame[30],

### The first lady of golf
Dinah Shore est régulièrement surnommée The first lady of golf (la première dame du golf),
2022 : une statue de Dinah Shore est inaugurée au Mission Hills Country Club (en), sur la base de la statue est gravé : The first lady of golf .

## Anecdote
Dinah Shore est la première femme à devenir membre du Hillcrest Country Club (Los Angeles) (en).
En 1988, après sa victoire du Chevron Championship, Amy Alcott  invite Dinah Shore à venir plonger et nager dans le lac voisin de sa résidence.

## Pour approfondir